# A.C. Green

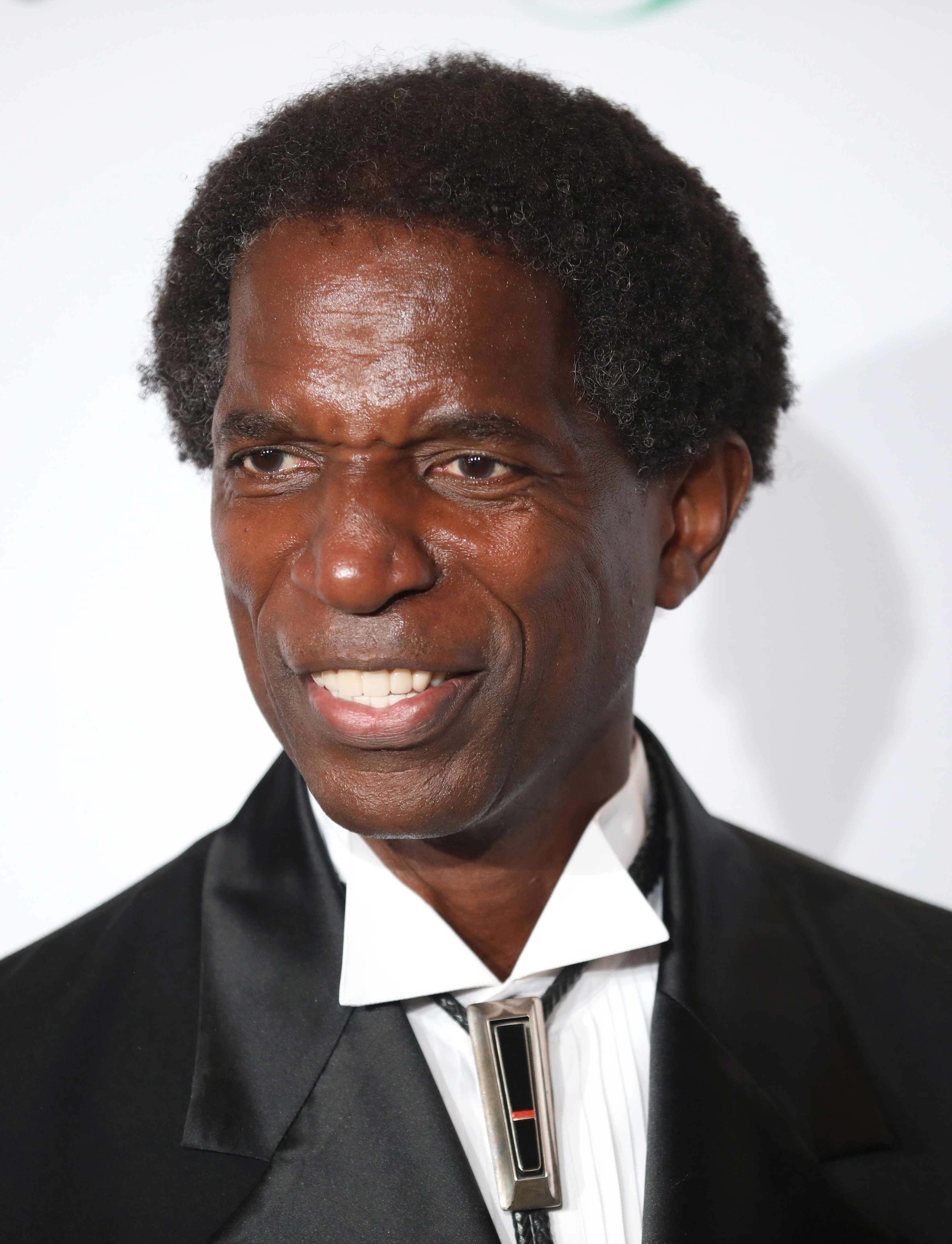
A.C. Green, 2023.

A.C. Green Jr., född 4 oktober 1963 i Portland i Oregon, är en amerikansk före detta professionell basketspelare (PF/SF) som tillbringade 16 säsonger (1985–2001) i den nordamerikanska basketligan National Basketball Association (NBA), där han spelade för Los Angeles Lakers, Phoenix Suns, Dallas Mavericks och Miami Heat.
Under sin NBA-karriär gjorde Green 12 331 poäng (9,6 poäng per match), 1 400 assists samt 9 473 rebounds, räddningar från att bollen ska hamna i nätkorgen, på 1 278 grundspelsmatcher.
Han vann också tre NBA-mästerskap med Los Angeles Lakers för säsongerna 1986–1987, 1987–1988 och 1999–2000.
Green brukar kallas "Iron Man" eftersom han innehar NBA-rekordet om att ha spelat flest matcher i rad, totalt 1 192 matcher, vilket är 286 matcher fler än tvåan Randy Smith.
Han draftades av Los Angeles Lakers i första rundan i 1985 års draft som 23:e spelare totalt.
Innan Green blev proffs studerade han vid Oregon State University och spelade för deras idrottsförening Oregon State Beavers.